# میوکووتسی
میوکووتسی (به صربی: Miokovci) یک روستا در صربستان است که در Moravica District واقع شده‌است.
 میوکووتسی ۲۱٫۳۴ کیلومتر مربع مساحت و ۹۶۹ نفر جمعیت دارد و ۳۴۷ متر بالاتر از سطح دریا واقع شده‌است.